# Ptiloglossa rugata
Ptiloglossa rugata är en biart som beskrevs av Jesus Santiago Moure 1945. Ptiloglossa rugata ingår i släktet Ptiloglossa och familjen korttungebin. Inga underarter finns listade i Catalogue of Life.